# Gletscherlehrweg Obersulzbachtal
Der Gletscherlehrweg Obersulzbachtal ist ein Lehrpfad am oberen Ende des Obersulzbachtales im Salzburger Pinzgau und beschreibt die Entwicklung des Gletschers Obersulzbachkees seit der Eiszeit bis zur Gegenwart.

## Beschreibung

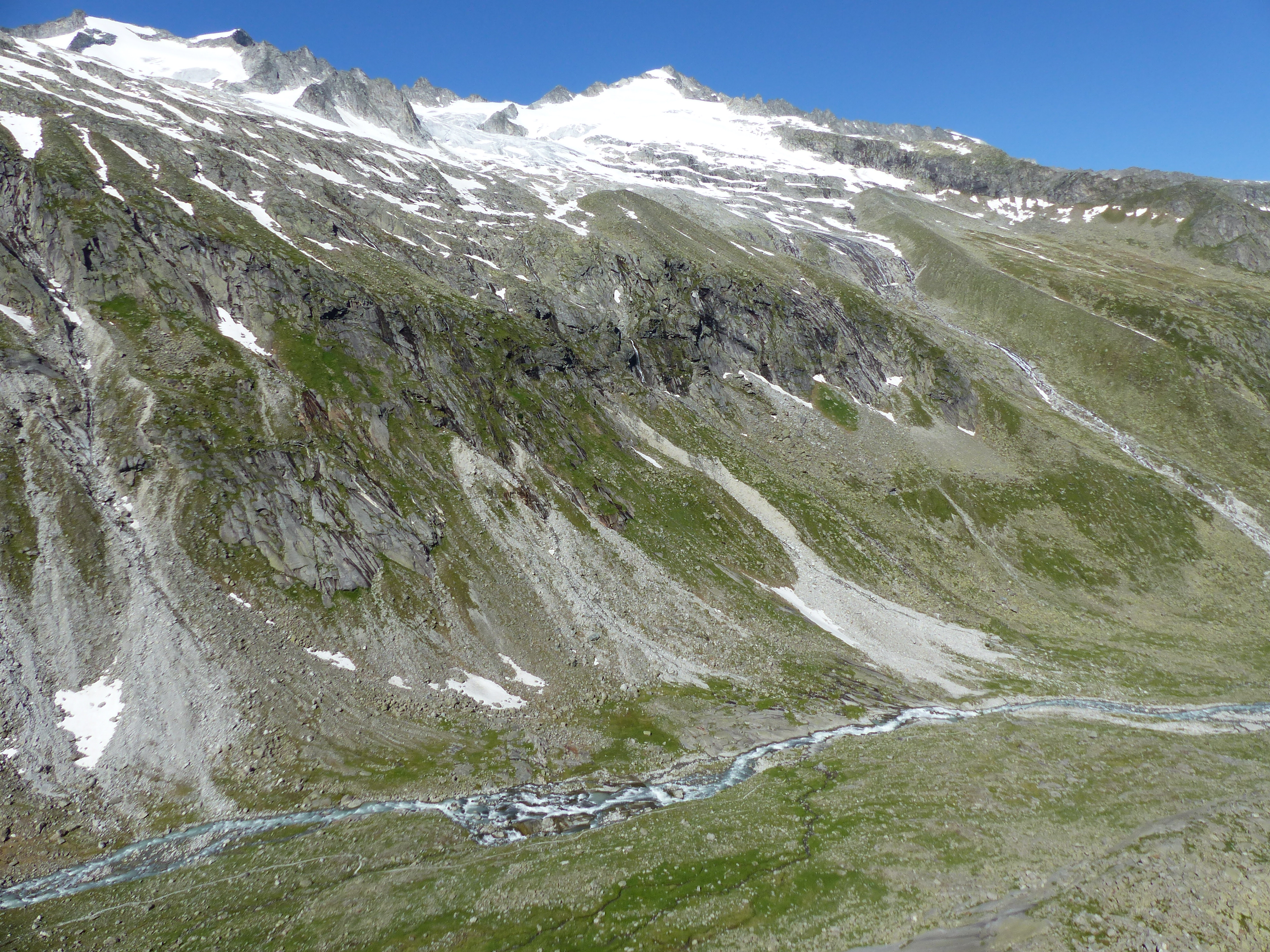
Obersulzbach mit Gletscherlehrweg

Der Gletscherlehrweg vermittelt Erwachsenen und Kindern Wissen über die Entstehung der Gletscher.
Die mittelschwere Wanderung informiert an 20 Stationen über den Verlauf des Gletscherrückzugs, gletscherkundliche Erscheinungen wie Moränen oder Gletscherschliffe und die hochalpine Vegetation. Entlang des Weges wird auch auf Zusammenhänge zwischen Klimaschwankungen und Gletscherveränderungen eingegangen.
Der Gletscherweg wurde 1986 eröffnet und ist von Neukirchen am Großvenediger aus über den Ortsteil Sulzau erreichbar. Der von dort ins Obersulzbachtal führende Fahrweg ist bis zum Hopffeldboden für den allgemeinen Verkehr frei befahrbar. Ab Hopffeldboden bis zur Postalm beträgt die Gehzeit ungefähr 2,5 Stunden, wobei die erste Hälfte alternativ zum Forst- und Almweg auf einem an der Kampriesenalm vorbeiführenden Bergpfad auf der anderen Talseite zurückgelegt werden kann. Kurz nach der Postalm, die man auch mit einem Nationalparktaxi bzw. Hüttentaxi erreichen kann, gelangt man zur Obersulzbach-Hütte, die den im 19. Jahrhundert erreichten Höchststand des Obersulzbachkees markiert. Dort beginnt der 5 km lange Gletscherweg, für den man ca. 3 Stunden Zeit einrechnen sollte.
Weitere Gletscherlehrwege im Nationalpark Hohe Tauern sind der 1978 eröffnete Gletscherweg Innergschlöß und der 1983 errichtete Gletscherweg Pasterze.